# Філіппова Олена Петрівна
Олена Петрівна Філіппова (біл. Алена Пятроўна Філіпава; нар. 10 жовтня 1987, село Яцкуни Гродненської області) — білоруська борчиня вільного стилю, бронзова призерка чемпіонату світу, срібна призерка чемпіонату Європи, учасниця Олімпійських ігор. Майстер спорту Білорусі міжнародного класу з вільної боротьби.

## Біографія
Народилася в селі Яцкуни Гродненської області у великій родині: у неї є п'ятеро братів та сестра. Коли Олені було три роки, родина переїхала в село Семково Мінського району.

## Виступи на Олімпіадах
| Змагання                    | Збірна   | Вагова категорія | Місце |
| --------------------------- | -------- | ---------------- | ----- |
| Літні Олімпійські ігри 2008 | Білорусь | 55 кг            | 13    |

## Виступи на Чемпіонатах світу
| Змагання                        | Збірна   | Вагова категорія | Місце  |
| ------------------------------- | -------- | ---------------- | ------ |
| Чемпіонат світу з боротьби 2007 | Білорусь | 55 кг            | 5      |
| Чемпіонат світу з боротьби 2008 | Білорусь | 59 кг            | 18     |
| Чемпіонат світу з боротьби 2009 | Білорусь | 55 кг            | Бронза |
| Чемпіонат світу з боротьби 2010 | Білорусь | 59 кг            | 20     |

## Виступи на Чемпіонатах Європи
| Змагання                         | Збірна   | Вагова категорія | Місце  |
| -------------------------------- | -------- | ---------------- | ------ |
| Чемпіонат Європи з боротьби 2007 | Білорусь | 55 кг            | 17     |
| Чемпіонат Європи з боротьби 2009 | Білорусь | 55 кг            | Срібло |

## Виступи на інших змаганнях
| Змагання                           | Збірна   | Вагова категорія | Місце  |
| ---------------------------------- | -------- | ---------------- | ------ |
| Гран-прі Німеччини з боротьби 2007 | Білорусь | 55 кг            | 7      |
| Гран-прі Німеччини з боротьби 2008 | Білорусь | 59 кг            | Срібло |
| Гран-прі Німеччини з боротьби 2009 | Білорусь | 59 кг            | Бронза |
| Гран-прі Німеччини з боротьби 2010 | Білорусь | 59 кг            | Бронза |
| Austrian Ladies Open 2007          | Білорусь | 55 кг            | Бронза |